# 曾振暘墓
曾振暘墓是一座臺灣荷蘭統治時期漢人的墳墓，建於1642年，位於臺南南山公墓內，於1985年11月27日公告為中華民國三級古蹟，現為直轄市定古蹟。該墓是臺南市列為古蹟的四座古墳之一，另外三座是明鄭永曆年間鄭家宗族之墓的藩府曾蔡二姬墓、藩府二鄭公子墓與清光緒三年（1877年）的施瓊芳墓。此墓是現今臺灣已知的墳墓中最早的漢人古墓。

## 外觀特徵
曾振暘墓座西向東，格局遵守規制，由墓埕、供臺、墓碑、左右手和墓塚組成，不過除了墓碑之外皆為1975年（民國64年）整修時的東西。墓碑質料為花崗石，寬53.5公分，長76公分，最上面橫刻「皇明」二字，中間豎刻「澄邑振暘曾公墓」，其上款刻「崇禎十五年」，下款刻「孝子若龍若鳳仝泣立」。

## 沿革
曾振暘未載於文獻之中，只能從碑文上得知他出身於澄邑，即福建省漳州府海澄縣，可能於臺灣荷治時期前來臺，在1642年時去世，有二子分別名為若龍、若鳳。
該墓是在1952年11月由臺南市文獻委員石暘睢所發現，於隔年1月時重修，後來在1975年時由臺南市政府再修。
1985年11月，曾振暘墓公告為三級古蹟。
1997年5月，《文化資產保存法》修法，取消三級分制，曾振暘墓成為市定古蹟。2010年12月，臺南縣市合併升格後，成為直轄市定古蹟。